# Ánh xạ mũ (hình học Riemann)

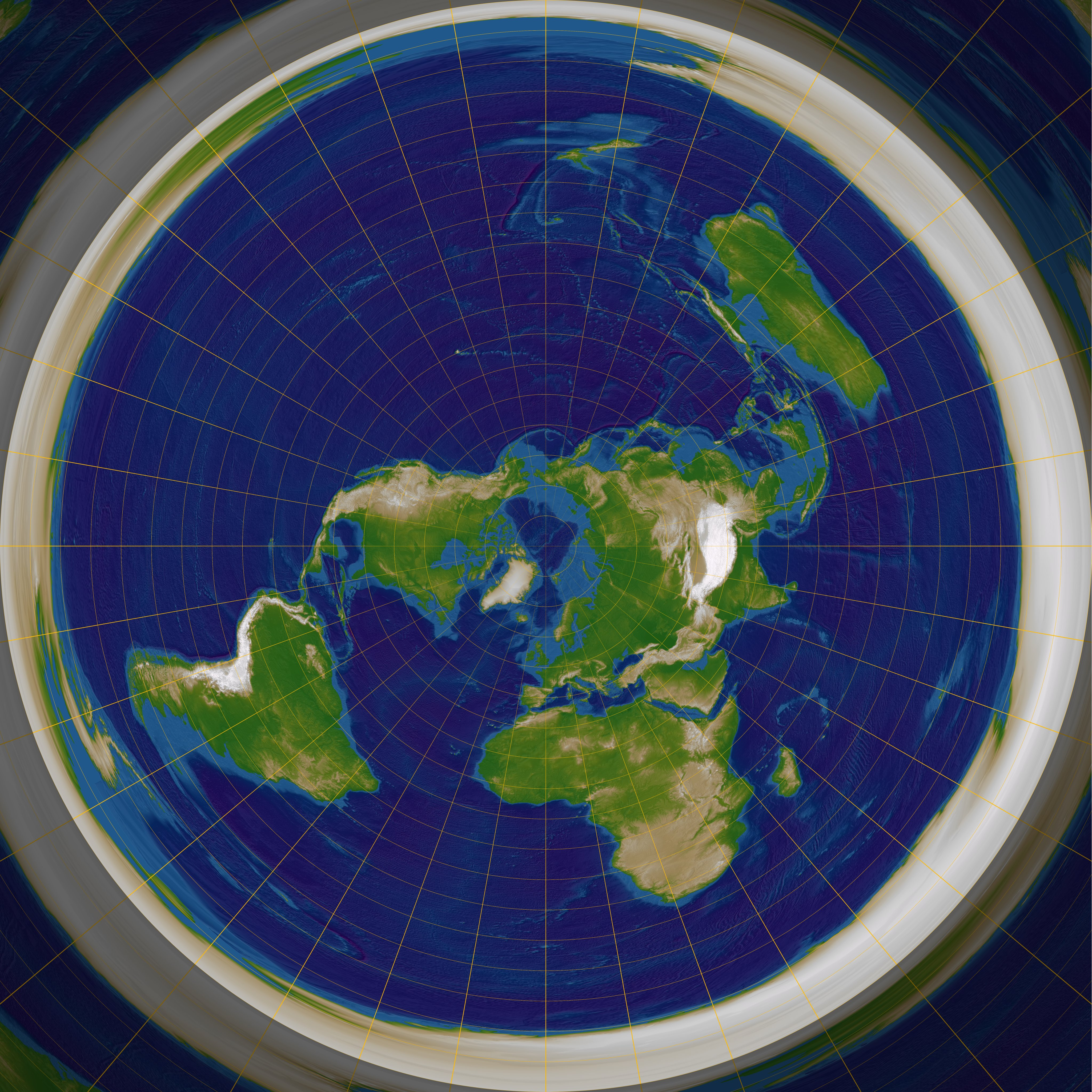
Ánh xạ mũ của Trái Đất nhìn từ cực bắc là phép chiếu phương vị đứng (bảo toàn khoảng cách) trong địa lý.

Trong hình học Riemann, ánh xạ mũ hay ánh xạ exp là ánh xạ từ một tập con mở của không gian tiếp tuyến TpM (của một đa tạp Riemann M) vào M.

## Định nghĩa
Gọi M là một đa tạp khả vi và p là một điểm của M
Đặt v ∈ TpM là một vectơ tiếp tuyến với đa tạp tại p. Tồn tại một đường trắc địa duy nhất γv thỏa mãn γv(0) = p với vectơ tiếp tuyến ban đầu γ′v(0) = v.
Ánh xạ mũ tại {\displaystyle p} là một ánh xạ ký hiệu {\displaystyle \exp _{p}}, được xác định bởi expp(v) = γv(1). Nói chung, ánh xạ mũ chỉ được xác định cục bộ, nghĩa là nó chỉ đưa một vùng lân cận của 0 trong TpM đến một vùng lân cận của p trong đa tạp.